# Edward Bransfield

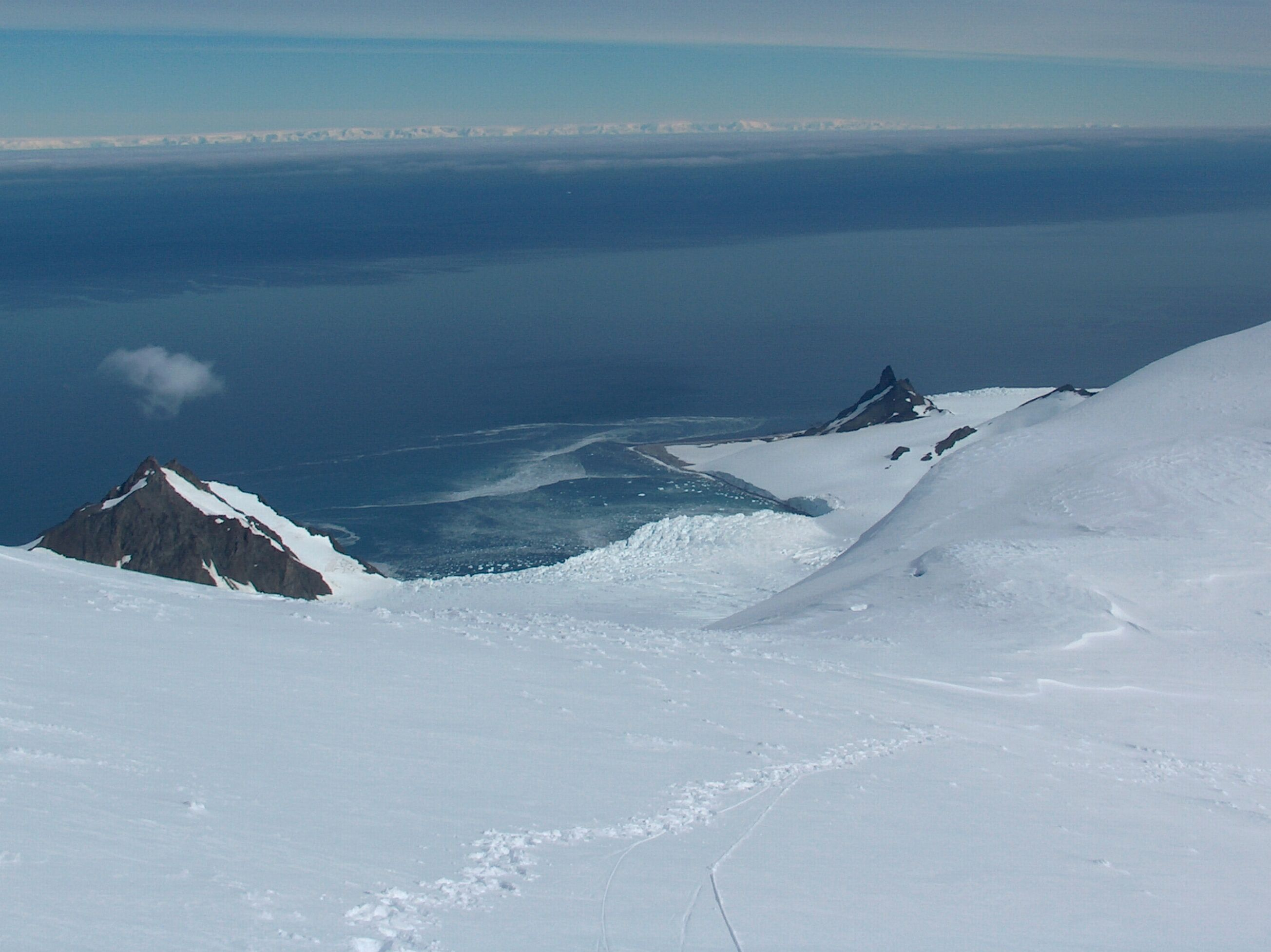
De Straat van Bransfield bij de Zuidelijke Shetlandeilanden, bij Antarctica

Edward Bransfield (Ballinacurra, County Cork, 1785 - 1852)  was een Iers-Brits zeevaarder en betrad als een van de eerste mensen Antarctica.

## Biografie

### Begin van zijn leven
Bransfield werd in 1785 in Ballinacurra geboren, maar over zijn jeugd is weinig bekend. Op zijn 18e werd hij geronseld om bij de Royal Navy te komen werken; in die tijd gebeurde dit vaker om aan genoeg zeelui te komen. Hij begon als matroos op het oorlogsschip Ville de Paris, maar klom daarna snel in rang: in 1808 werd hij al stuurmansmaat, nadien adelborst en in 1812 bereikte hij de rang van tweede stuurman om nog datzelfde jaar commandant van de Goldfinch te worden. Een paar jaar later werd hij stuurman van de Andromache onder het commando van William Shirreff. Bij deze reis werd hij door de Royal Navy op het nieuwe Pacific Station in Valparaíso (Chili) gestationeerd.

### Ontdekking van Antarctica
De Engelse zeevaarder William Smith was begin 1819 op weg naar Valparaíso, toen een hevige noordenwind hem bij Kaap Hoorn naar het zuiden blies. Zo ontdekte Smith per toeval de Zuidelijke Shetlandeilanden, die meteen tot Brits grondgebied werden gerekend. Een jaar later zond de Royal Navy Bransfield uit om te kijken of de wateren ten zuidoosten van deze eilanden economisch interessant waren. Op 30 januari 1820 zag Bransfield het noordwestelijke gedeelte van het Antarctisch Schiereiland liggen. In zijn logboek schreef Bransfield dat hij de lang gezochte zuidelijke landmassa had gevonden, en beschreef twee met sneeuw bedekte bergen. Eén daarvan is naar Bransfield vernoemd als Mount Bransfield. Bransfield volgde hierna de randen van het continentaal plat en ontdekte zo ook nog Elephanteiland en Clarence-eiland, die hij beide als Brits gebied in bezit nam.
Of hij de eerste was die Antarctica ontdekte is niet zeker. Ook Rusland en Amerika maken aanspraak op deze titel, omdat Fabian Gottlieb von Bellingshausen en Nathaniel Palmer rond dezelfde tijd Antarctica vonden en betraden. Von Bellingshausen was wel drie dagen eerder op Antarctica aangekomen, maar het is niet zeker of hij alleen het ijs of ook daadwerkelijk het onderliggende land had waargenomen.

### Eind van zijn leven
Over het verdere leven van Bransfield is weinig bekend. Hij overleed in 1852 op zevenenzestigjarige leeftijd en werd begraven in Brighton in Engeland. Zijn vrouw overleed in 1863 en werd in hetzelfde graf begraven.